# ハーグ条約 (1433年)
ハーグ条約（ハーグじょうやく、ドイツ語: Haager Vertrag）は、1433年4月12日にオランダのハーグで締結された条約。
この条約により、ヤコバ・ファン・ベイエレンはバイエルン＝シュトラウビングをフィリップ善良公に割譲した。

## 概要
ヤコバは父のバイエルン＝シュトラウビング公ヴィルヘルム2世が1417年に亡くなった以降、バイエルン公ヨハン3世、続いてその甥フィリップ善良公と戦っており、1428年のデルフト条約ではヤコバがエノー女伯・ホラント女伯・ゼーラント女伯の称号を維持したものの、支配権はフィリップ善良公に奪われた。
1432年、フィリップ善良公はヤコバの意に反して彼女の夫フランク・ファン・ボルセレンを捕らえ、返してほしくば所領を放棄するよう脅した。
ヤコバは、条約締結からわずか3年後に死去した。